# Mladen Bogdanović
Mladen Bogdanović (Sarajevo, 3. listopada 1960. – Koprivnica, 22. lipnja 2003.) bio je hrvatski nogometaš.

## Karijera
Nogometnu karijeru počeo je u Hajduku. Nakon što je nekoliko godina bio u krugu kandidata za prvu postavu (najčešće je ulazio kao zamjena, ili bivao zamijenjen ako bi počeo utakmicu), 1983. biva posuđen zeničkom Čeliku, a po završetku te sezone prelazi u Dinamo iz Vinkovaca, gdje ostaje četiri godine, kao prvotimac. Igračku karijeru završava u Koprivnici, nastupajući za Slaven, u početku u trećoj, a potom u 2. HNL. Dok je igrao za Hajduk nastupio je u nekoliko važnih međunarodnih utakmica u europskim kupovima, na nekima je bio i strijelac. 

Po okončanju igračke karijere radio je u Slavenu kao trener mlađih uzrasta.
Statistika u Hajduku
| Natjecanje        | Nastupi | Zgoditci |
| ----------------- | ------- | -------- |
| Prvenstvo         | 87      | 11       |
| Kup               | 9       | 1        |
| Superkup          | 0       | 0        |
| Međunarodne       | 10      | 2        |
| Splitski podsavez | 0       | 0        |
| Ukupno            | 106     | 14       |
| Prijateljske      | 82      | 39       |
| Sveukupno         | 188     | 53       |

## Uspjesi
- Kup maršala Tita: 1983./84.